# Henry Bilson-Legge
Henry Bilson-Legge (Henry Legge, od 1754 Henry Bilson-Legge) (29. května 1708 – 23. srpna 1764) byl britský šlechtic a politik. Od mládí se uplatňoval ve státní správě i v parlamentu. Přes nepřízeň panovníků zastával ve druhé polovině 18. století celkem třikrát funkci britského ministra financí (1754–1755, 1756–1757, 1757–1761).

## Životopis

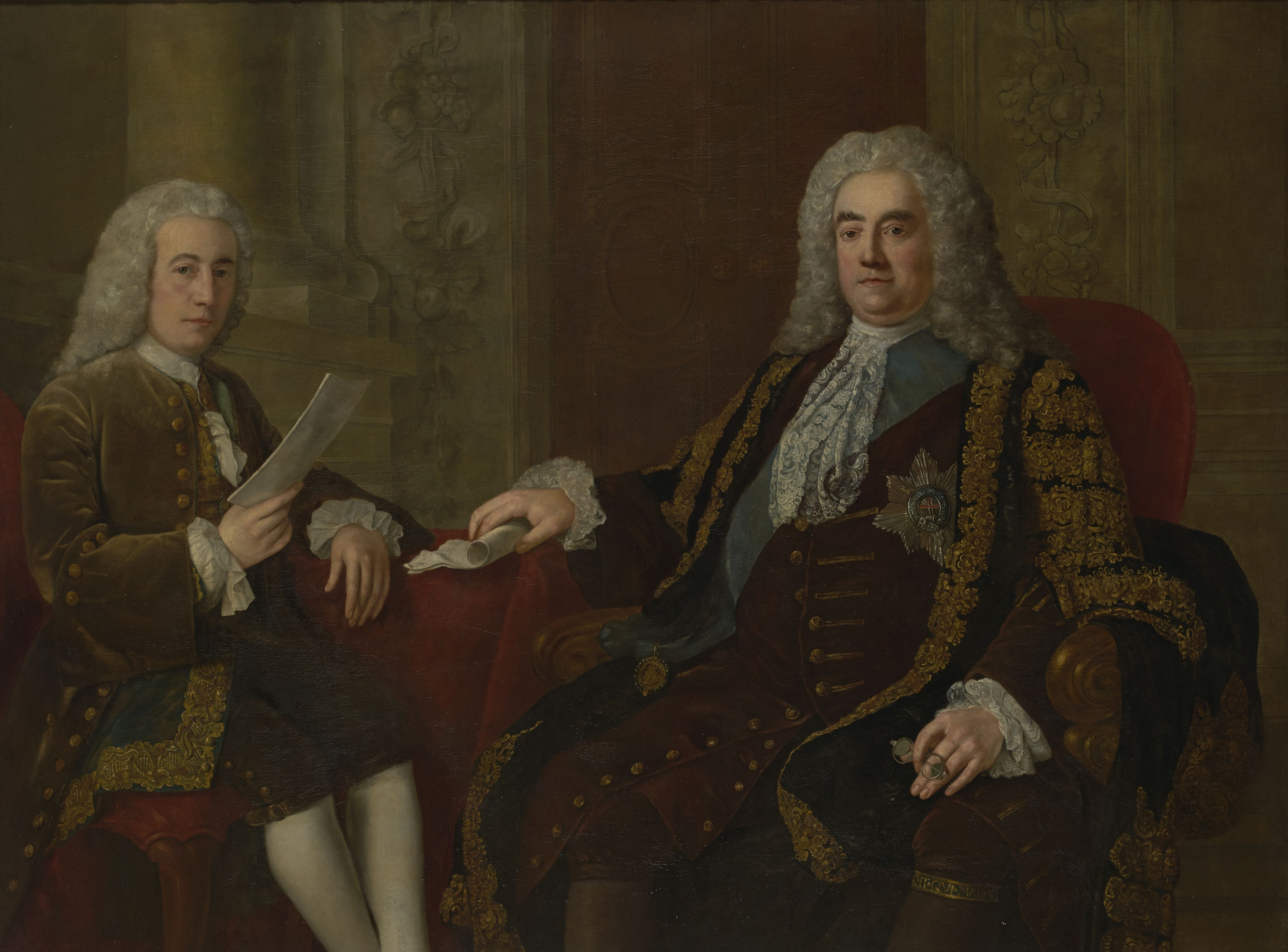
Portrét Henryho Legge a jeho patrona premiéra Roberta Walpola

Pocházel ze staré šlechtické rodiny, původně připomínané ve 14. století v měšťanském stavu v Londýně. Narodil se jako mladší syn politika Williama Legge, 1. hraběte z Dartmouthu (1672–1750), po matce Anne (1681–1751) byl potomkem vlivné rodiny Finchů, byl vnukem 1. hraběte z Aylesfordu. Vystudoval v Oxfordu a kariéru zahájil jako osobní tajemník premiéra Roberta Walpola (1735-1739), v letech 1739-1741 byl státním sekretářem pro Irsko. Mezitím byl v roce 1740 zvolen do parlamentu a poslancem Dolní sněmovny za stranu whigů byl až do roku 1764. V letech 1741–1742 byl tajemníkem na ministerstvu financí, po pádu Walpolovy vlády zastával méně významnou funkci generálního inspektora královských lesů, parků a honebních revírů (1742–1745). V Pelhamově vládě byl poté lordem admirality (1745–1746) a lordem pokladu (1746–1749). V závěru války o rakouské dědictví byl pověřen zvláštní diplomatickou misí do Berlína (1748). Jeho způsob jednání s pruským králem Fridrichem II. se nesetkal s pochopením u krále Jiřího II., přesto po návratu získal vlivný post prezidenta úřadu námořního pokladu (Navy Treasurer, 1749–1754), v roce 1749 byl zároveň jmenován členem Tajné rady.
Jako ministr financí (Lord kancléř pokladu/Chancellor of the Exchequer) byl povolán do vlády vévody z Newcastle v březnu 1754 s podmínkou vyloučeného osobního kontaktu s králem. Z funkce musel odstoupit v listopadu 1755 pro odpor k vyplácení finanční podpory spojeneckým panovníkům malých německých států (Hesensko). O rok později se stal znovu ministrem financí ve vládě 4. vévody z Devonshiru v listopadu 1756 na počátku sedmileté války. Spolu s premiérem odstoupil v dubnu 1757, ale v červenci téhož roku byl opět uveden do úřadu ve druhé vládě vévody z Newcastle. Tentokrát zastával post ministra financí čtyři roky až do března 1761, znovu se ale dostal do sporu s králem Jiřím II. kvůli úsporným opatřením a daňovým úpravám během sedmileté války. Kvůli tomu také nezískal peerský titul navrhovaný premiérem. Po smrti Jiřího II. byl odvolán vlivem hraběte z Bute, favorita nového krále Jiřího III. a pozdějšího premiéra. Do své smrti zůstal Henry Bilson-Legge aktivním účastníkem debat v parlamentu.

## Rodina

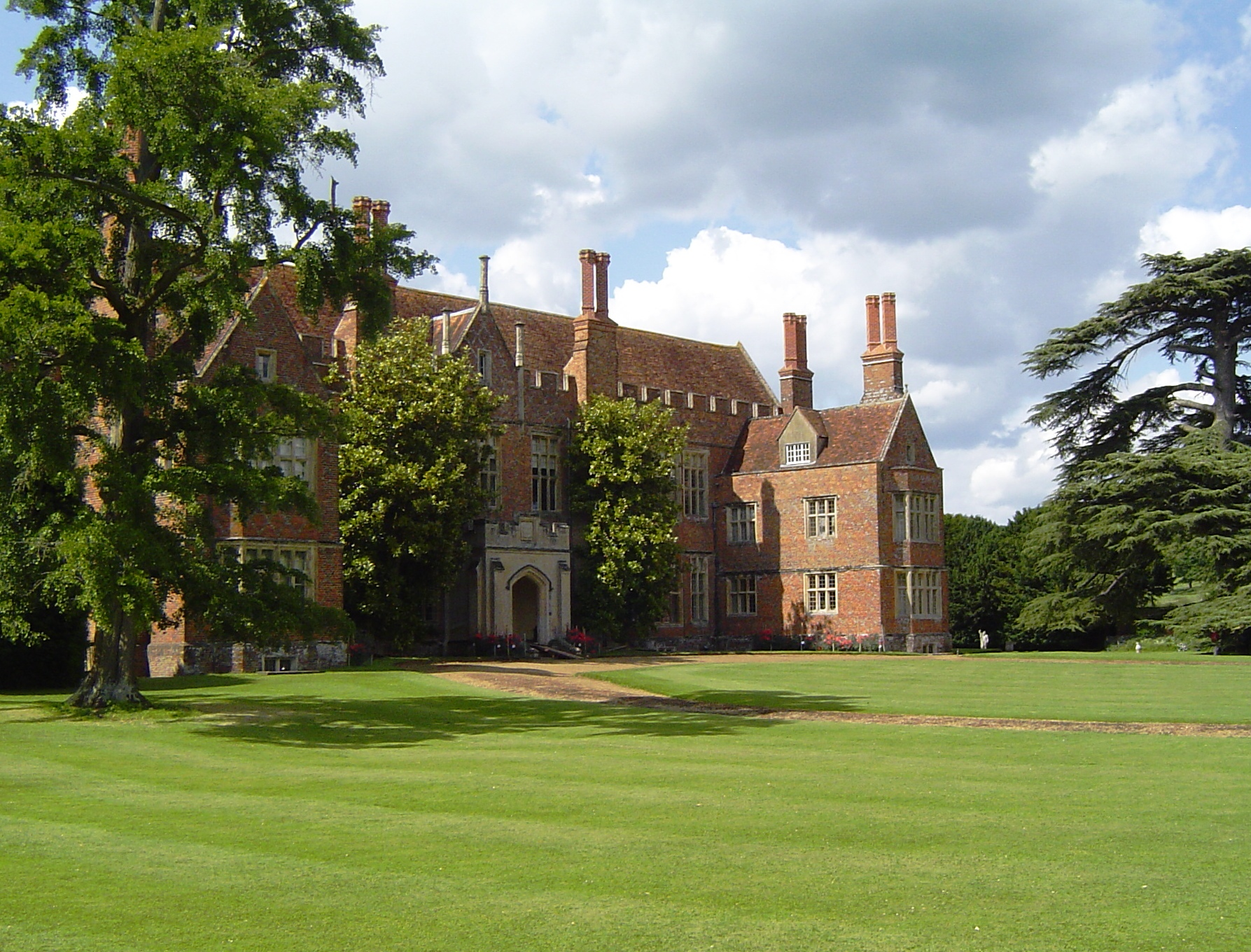
Zámek Mapledurham House (Hampshire), dědictví a sídlo do roku 1754

Díky příbuzenským vztahům ze 17. století měl blízké vazby na rodinu Bilsonů a v roce 1754 se stal přímým dědicem Thomase Bilsona. Na základě dědictví přijal téhož roku příjmení Bilson-Legge. Převzal statky v hrabství Hampshire se zámkem Mapledurham House, který se stal jeho hlavním sídlem.
V roce 1750 se oženil s Mary Stawell (1726–1780), jedinou dcerou a dědičkou Edwarda Stawella, 4. barona Stawella (1685–1755). V roce 1760 získala britský titul baronky ze Stawellu určený pro syna Henryho (1757–1820). Mary se po ovdovění znovu provdala v roce 1768 za vlivného politika 1. markýze z Downshire (1718–1793).
Jeho nejstarší bratr George Legge, vikomt Lewisham (1704–1732), byl dědicem hraběcího titulu z Dartmouthu, poslancem Dolní sněmovny, ale zemřel předčasně na neštovice. Jeho dědicem byl syn William Legge, 2. hrabě z Dartmouthu (1731–1801), který v několika vládách zastával funkce ministra obchodu nebo ministra kolonií. Henryho mladší bratr Edward Legge (1710–1747) sloužil u královského námořnictva a dosáhl hodnosti kapitána, krátce před smrtí byl též poslancem Dolní sněmovny.